# ソ・チン・アン
ダトー・ソ・チン・アン（Datuk Soh Chin Aun、簡体字: 苏 進安; 繁体字: 蘇進安; 拼音: Sū Jìn'ān、1950年7月28日 - ）は、マレーシア・ムラカ州アロー・ガジャ出身の元サッカー選手。元サッカー指導者。元マレーシア代表。現役時代のポジションはDF。通称"マレーの赤鬼"。

## 来歴
1971年、チーム最年少の21歳でオリンピックアジア予選の代表メンバーに参加した。代表チームは、1972年のミュンヘンオリンピックに出場した。
1980年モスクワオリンピック予選では、代表チームのキャプテンを務めた。チームは予選を通過出来なかったものの、チームへの貢献から、マレーシアの国王から「Ahli Mangku Negara (A.M.N.)」を受賞した。

## エピソード
- マレーシア代表の最多出場記録保持者（195試合）である。
- 2014年9月、FourFourTwoが選ぶ歴代マレーシア人選手TOP25の歴代4位に選ばれる[1]。
- 2014年11月、AFC初代殿堂入りを果たした[2]。

## 所属クラブ
- 1971年 - 1978年  セランゴールFC
- 1979年 - 1985年  マラッカ・ユナイテッドFC（英語版）

## 代表歴
| チーム         | 年   | 試合 | 得点 |
| -------------- | ---- | ---- | ---- |
| マレーシア代表 | 1969 | 3    | 0    |
| マレーシア代表 | 1970 | 12   | 0    |
| マレーシア代表 | 1971 | 19   | 1    |
| マレーシア代表 | 1972 | 16   | 3    |
| マレーシア代表 | 1973 | 20   | 1    |
| マレーシア代表 | 1974 | 12   | 0    |
| マレーシア代表 | 1975 | 19   | 0    |
| マレーシア代表 | 1976 | 16   | 2    |
| マレーシア代表 | 1977 | 17   | 1    |
| マレーシア代表 | 1978 | 16   | 0    |
| マレーシア代表 | 1979 | 17   | 1    |
| マレーシア代表 | 1980 | 19   | 1    |
| マレーシア代表 | 1981 | 8    | 1    |
| マレーシア代表 | 1983 | 8    | 1    |
| マレーシア代表 | 1984 | 17   | 1    |
| 通算           | 通算 | 195  | 13   |